# Sołodke (obwód doniecki)
Sołodke (ukr. Солодке) – wieś na Ukrainie, w obwodzie donieckim, w rejonie wołnowaskim. W 2001 liczyła 525 mieszkańców.